# Манукян Агасі Цолакович
Агасі Цолакович Манукян (вірм. Աղասի Մանուկյան; нар. 27 лютого 1967, Ленінакан (тепер Ґюмрі), Вірменська РСР — 19 березня 2018) — радянський і вірменський борець греко-римського стилю, чемпіон світу, дворазовий срібний призер чемпіонатів Європи, володар Кубку світу, учасник Олімпійських ігор.

## Життєпис
Боротьбою почав займатися з 1981 року. Входив до складу збірної СРСР з греко-римської боротьби. У її складі ставав чемпіоном молодіжних першостей Європи (1984) та світу (1987). За головну збірну став переможцем Кубку світу (1988). Після розпаду Радянського Союзу почав виступати за збірну Вірменії. У її складі став першим серед вірменських борців і другим серед усіх спортсменів (після боксера Ншана Мунчяна) чемпіоном світу з Вірменії часів незалежності. У 1993 році закінчив державний педагогічний коледж в м. Ґюмрі, Вірменія, отримавши спеціальність вчителя з фізичної підготовки. Після завершення активних виступів на килимі перейшов на тренерську роботу. У 1998—1999 роках він був головним тренером юніорської збірної Вірменії з греко-римської боротьби. У 2001—2004 рр. Працював у спортивному комітеті марзу Ширак. У 2006 році переїхав на постійне мешкання до Сполучених Штатів. Працював тренером у штаті Вісконсин. З 2011 року працював в Олімпійському центрі в місті Маркетт (штат Мічиган).
Помер у США у віці 50 років після тривалої хвороби.

## Спортивні результати на міжнародних змаганнях

### Виступи на Олімпіадах
| Змагання                    | Збірна   | Вагова категорія                 | Місце |
| --------------------------- | -------- | -------------------------------- | ----- |
| Літні Олімпійські ігри 1996 | Вірменія | греко-римська боротьба, до 57 кг | 13    |

### Виступи на Чемпіонатах світу
| Змагання                        | Збірна   | Вагова категорія                 | Місце  |
| ------------------------------- | -------- | -------------------------------- | ------ |
| Чемпіонат світу з боротьби 1993 | Вірменія | греко-римська боротьба, до 57 кг | Золото |
| Чемпіонат світу з боротьби 1994 | Вірменія | греко-римська боротьба, до 57 кг | 10     |
| Чемпіонат світу з боротьби 1995 | Вірменія | греко-римська боротьба, до 57 кг | 7      |

### Виступи на Чемпіонатах Європи
| Змагання                         | Збірна   | Вагова категорія                 | Місце  |
| -------------------------------- | -------- | -------------------------------- | ------ |
| Чемпіонат Європи з боротьби 1994 | Вірменія | греко-римська боротьба, до 62 кг | Срібло |
| Чемпіонат Європи з боротьби 1995 | Вірменія | греко-римська боротьба, до 57 кг | Срібло |
| Чемпіонат Європи з боротьби 1996 | Вірменія | греко-римська боротьба, до 57 кг | 5      |

### Виступи на Кубках світу
| Змагання                    | Збірна | Вагова категорія                 | Місце  |
| --------------------------- | ------ | -------------------------------- | ------ |
| Кубок світу з боротьби 1988 | СРСР   | греко-римська боротьба, до 57 кг | Золото |

### Виступи на інших змаганнях
| Змагання                           | Збірна | Вагова категорія                 | Місце  |
| ---------------------------------- | ------ | -------------------------------- | ------ |
| Гран-прі Німеччини з боротьби 1988 | СРСР   | греко-римська боротьба, до 57 кг | Бронза |

### Виступи на змаганнях молодших вікових груп
| Змагання                                      | Збірна | Вагова категорія                 | Місце  |
| --------------------------------------------- | ------ | -------------------------------- | ------ |
| Чемпіонат Європи з боротьби серед молоді 1984 | СРСР   | греко-римська боротьба, до 62 кг | Золото |
| Чемпіонат світу з боротьби серед молоді 1987  | СРСР   | греко-римська боротьба, до 57 кг | Золото |